# Palazzo Durazzo
Palazzo Durazzo, o Durazzo Stacchini, è un edificio di Firenze, situato tra via de' Servi 38, via degli Alfani e via del Castellaccio 15.

## Storia
L'esteso edificio occupa un'area già segnata da un precedente palazzo cinquecentesco (secondo le ricerche di Carla Tomasini Pietramellara si tratterebbe di due case erette dall'Arte dei Mercatanti in relazione alle opere di lottizzazione di questo lato della via avviate nel 1510), del quale sono ancora ben leggibili le antiche cantonate in bugne di pietra, in parte integrate, sia sul canto del Tribolo (tra via dei Servi e via degli Alfani), sia su quello opposto, al piano terreno, tra la stessa via degli Alfani e via del Castellaccio.
Altre tracce di questa preesistenza sono negli interni, come attestano gli ambienti ora occupati da un esercizio commerciale (fino al 2013 di un'agenzia della Cassa di Risparmio di Firenze), con colonne e peducci rinascimentali.
L'attuale palazzo, come testimonia Federico Fantozzi, è tuttavia opera di gusto neoclassico, eretta inglobando le più antiche strutture nel 1824, su progetto dell'architetto Gaetano Baccani.

## Descrizione

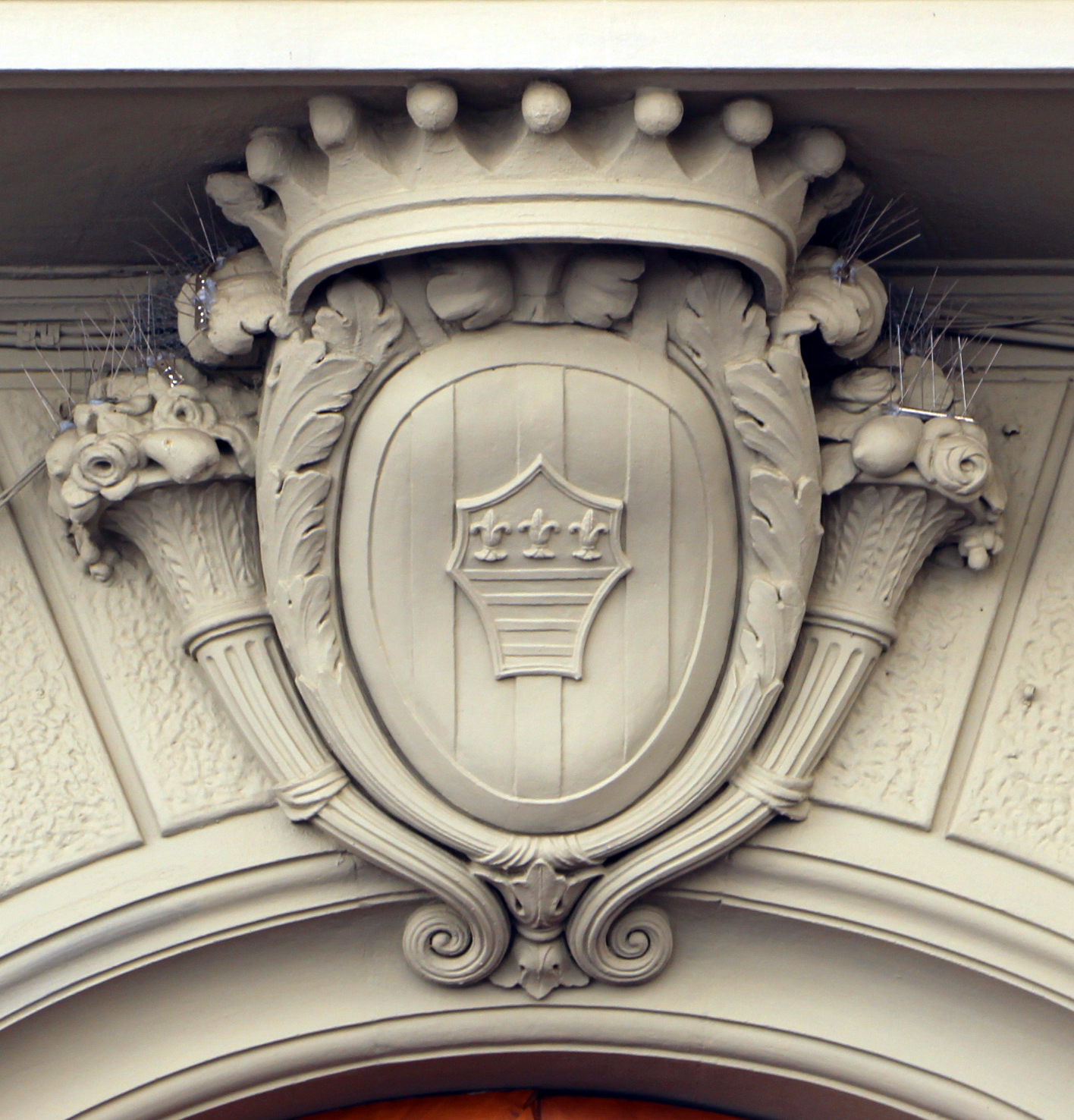
Stemma

I fronti presentano al piano terreno un paramento a finto bugnato (a indicare una continuità con i modelli cinquecenteschi mai interrotta) su cui si aprono grandi archi ribassati con roste in ferro battuto per gli esercizi commerciali; il portone d'ingresso è ad arco a tutto sesto, mentre ai due piani superiori sono finestroni incorniciati e cornici marcadavanzale e marcapiano che scandiscono l'ampia superficie intonacata e tinteggiata chiara. L'insieme è qualificato, sul fronte principale di via dei Servi, da un lungo balcone centrale, con ringhiera in ferro battuto, sul quale si apre un'esedra con due semicolonne e una semicupola decorata a cassettoni. L'arco che la profila è arricchito da palmette chiuse intercalate a volute fogliacee.
Sul portone, è uno scudo tra due cornucopie, con l'arme Durazzo Stacchini (d'argento, a tre pali di rosso; e sul tutto allo scudetto fasciato di rosso e d'argento, al capo di Francia). L'ampio androne presenta una volta dipinta a lacunari. L'edificio oggi ospita alcuni esercizi commerciali, studi e abitazioni private.